# Ju-on (serie di film)
Ju-on è una serie cinematografica di film J-Horror creata dal regista giapponese Takashi Shimizu.

## Storia

### I film televisivi
La saga inizia nel 2000 con il film per la televisione Ju-on, con Chiaki Kuriyama. Il film racconta la storia di Takeo Saeki, un uomo che uccise la moglie Kayako credendo che lei lo tradisse, dopo averla brutalmente assassinata uccise l'unico testimone della tragedia, suo figlio Toshio. In seguito a questi avvenimenti, il fantasma di Kayako tornò e uccise il marito vendicandosi, e innescando una maledizione a catena, che va a colpire tutti coloro che entrano in contatto con la casa di Kayako o con le persone coinvolte nella maledizione. La saga continua con il film Ju-on 2, un film girato anch'esso come il precedente per la televisione. I due film TV sono anche conosciuti in occidente come Ju-on: The Curse e Ju-on: The Curse 2, e furono trasmessi in prima visione in Italia da MTV.

### I film cinematografici
La serie si sposta poi al cinema con Ju-on: Rancore, e Ju-on: Rancore 2, che in Italia vengono distribuiti solo in televisione su alcuni canali satellitari e su MTV.

### I remake americani e gli altri seguiti giapponesi
Successivamente inizia la lunga saga di remake americani, The Grudge, con il film The Grudge che vede Sarah Michelle Gellar come protagonista, un fortunato horror diretto dallo stesso Shimizu che arriva a candidarsi ad alcuni premi cinematografici, tra cui una nomination a Sarah Michelle Gellar come miglior performance e miglior attrice di avventura, e vincendone uno nel 2005, BMI Film & TV Award, per le migliori musiche. Nel 2006, arriva il seguito The Grudge 2, quest'ultimo però pur riprendendo alcuni spunti dal seguito originale e da i film televisivi giapponesi, prende una piega completamente diversa. Dopo l'enorme successo di The Grudge, Takashi Shimizu abbandona la direzione della serie americana.
La saga giapponese continua con Ju-on: Shiroi Roujo e Ju-on: Kuroi Shoujo, prodotti per festeggiare i dieci anni della serie. Nel frattempo Toby Wilkins dirige The Grudge 3, terzo sequel della versione americana, cambiando anche l'ambientazione del film. Nel 2014 è stato prodotto il settimo remake della serie, Ju-on - Owari no hajimari e, nel 2015 viene prodotto l'ottavo remake della serie, Ju-on: Za fairanu. Nel 2016 esce un crossover  tra il franchise di The Ring e quello di Ju-on dal titolo La battaglia dei demoni.

## Filmografia
- Ju-on (呪怨), regia di Takashi Shimizu - film TV (2000)
- Ju-on 2 (呪怨2), regia di Takashi Shimizu - film TV (2000)
- Ju-on: Rancore (呪怨), regia di Takashi Shimizu (2002)
- Ju-on: Rancore 2 (呪怨2), regia di Takashi Shimizu (2003)
- Ju-on: Shiroi rōjo (呪怨 白い老女), regia di Ryūta Miyake (2009) AKA The Grudge: Old Lady in White
- Ju-on: Kuroi Shoujo (呪怨 黒い少女), regia di Mari Asato (2009) AKA The Grudge – Girl in Black
- Ju-on - Owari no hajimari (呪 怨: 終わりの始まり), regia di Masayuki Ochiai (2014) AKA The Grudge 3: Ju-on 3 – The Beginning of the end
- Ju-on: Za fairanu[2], regia di Masayuki Ochiai (2015) AKA The Grudge 4: Ju-on 4 – The Final Curse
- La battaglia dei demoni (貞子 vs. 伽椰子), regia di Kōji Shiraishi (2016)

## Personaggi
| Personaggio        | Film                  | Film                  | Film            |                  |                    |                     |                     | Reboot                    |                   |                         |  |
| ------------------ | --------------------- | --------------------- | --------------- | ---------------- | ------------------ | ------------------- | ------------------- | ------------------------- | ----------------- | ----------------------- |  |
| Personaggio        | Ju-On                 | Ju-on 2               | Ju-on: Rancore  | Ju-on: Rancore 2 | Ju-on: Shiroi rōjo | Ju-on: Kuroi Shoujo | Ju-on: The Grudge 2 | Ju-on - Owari no hajimari | Ju-on: Za fairanu | La battaglia dei demoni |  |
| Famiglia Saeki     |                       |                       |                 |                  |                    |                     |                     |                           |                   |                         |  |
| Kayako Saeki       | Takako Fuji           | Takako Fuji           | Takako Fuji     |                  |                    |                     |                     | Misaki Saisho             |                   | Runa Endo               |  |
| Toshio Saeki       | Ryota Koyama          | Ryota Koyama          | Ryota Koyama    |                  |                    |                     |                     | Yasuhito Hida             |                   |                         |  |
| Takeo Saeki        | Takashi Matsuyama     | Takashi Matsuyama     |                 |                  |                    |                     |                     |                           |                   |                         |  |
| Protagoniste       |                       |                       |                 |                  |                    |                     |                     |                           |                   |                         |  |
| Shunsuke Kobayashi | Sarah Michelle Gellar | Sarah Michelle Gellar |                 |                  |                    |                     |                     |                           |                   |                         |  |
| Aubrey Davis       |                       | Amber Tamblyn         |                 |                  |                    |                     |                     |                           |                   |                         |  |
| Lisa               |                       |                       | Johanna Braddy  |                  |                    |                     |                     |                           |                   |                         |  |
| Kyoko              |                       |                       |                 |                  |                    |                     |                     |                           |                   |                         |  |
| Personaggi minori  |                       |                       |                 |                  |                    |                     |                     |                           |                   |                         |  |
| Kyoko Harase       |                       |                       |                 |                  |                    |                     |                     |                           |                   |                         |  |
| Tomoka Miura       |                       |                       |                 |                  |                    |                     |                     |                           |                   |                         |  |
| Suzuki             |                       |                       |                 |                  |                    |                     |                     |                           |                   |                         |  |
| Mr. Fleming        |                       | Paul Jarret           |                 |                  |                    |                     |                     |                           |                   |                         |  |
| Mrs. Fleming       |                       | Gwen Lorenzetti       |                 |                  |                    |                     |                     |                           |                   |                         |  |
| Mrs. Davis         |                       | Joanna Cassidy        |                 |                  |                    |                     |                     |                           |                   |                         |  |
| Michael            |                       | Shaun Sipos           |                 |                  |                    |                     |                     |                           |                   |                         |  |
| Folklore Guy       |                       | Zen Kajihara          |                 |                  |                    |                     |                     |                           |                   |                         |  |
| Altri personaggi   |                       |                       |                 |                  |                    |                     |                     |                           |                   |                         |  |
| Matthew Williams   | William Mapother      |                       |                 |                  |                    |                     |                     |                           |                   |                         |  |
| Jennifer Williams  | Clea DuVall           |                       |                 |                  |                    |                     |                     |                           |                   |                         |  |
| Emma Williams      | Grace Zabriskie       |                       |                 |                  |                    |                     |                     |                           |                   |                         |  |
| Detective Nakagawa | Ryō Ishibashi         |                       |                 |                  |                    |                     |                     |                           |                   |                         |  |
| Alex               | Ted Raimi             |                       |                 |                  |                    |                     |                     |                           |                   |                         |  |
| Peter Kirk         | Bill Pullman          |                       |                 |                  |                    |                     |                     |                           |                   |                         |  |
| Susan Williams     | KaDee Strickland      |                       |                 |                  |                    |                     |                     |                           |                   |                         |  |
| Yōko               | Yōko Maki             |                       |                 |                  |                    |                     |                     |                           |                   |                         |  |
| Doug               | Jason Behr            |                       |                 |                  |                    |                     |                     |                           |                   |                         |  |
| Allison Fleming    |                       | Arielle Kebbel        |                 |                  |                    |                     |                     |                           |                   |                         |  |
| Lacey Kimble       |                       | Sarah Roemer          |                 |                  |                    |                     |                     |                           |                   |                         |  |
| Bill Kimble        |                       | Christopher Cousins   |                 |                  |                    |                     |                     |                           |                   |                         |  |
| Miyuki Nazawa      |                       | Misako Uno            |                 |                  |                    |                     |                     |                           |                   |                         |  |
| Nakagawa Kawamata  |                       | Kim Miyori            |                 |                  |                    |                     |                     |                           |                   |                         |  |
| Ms. Dale           |                       | Eve Gordon            |                 |                  |                    |                     |                     |                           |                   |                         |  |
| Trish Kimble       |                       | Jennifer Beals        |                 |                  |                    |                     |                     |                           |                   |                         |  |
| Sally              |                       | Jenna Dewan           |                 |                  |                    |                     |                     |                           |                   |                         |  |
| Vanessa            |                       | Teresa Palmer         |                 |                  |                    |                     |                     |                           |                   |                         |  |
| Eason              |                       | Edison Chen           |                 |                  |                    |                     |                     |                           |                   |                         |  |
| Jake Kimble        |                       | Matthew Knight        | Matthew Knight  |                  |                    |                     |                     |                           |                   |                         |  |
| Dr. Sullivan       |                       |                       | Shawnee Smith   |                  |                    |                     |                     |                           |                   |                         |  |
| Andy               |                       |                       | Beau Mirchoff   |                  |                    |                     |                     |                           |                   |                         |  |
| Gretchen           |                       |                       | Marina Sirtis   |                  |                    |                     |                     |                           |                   |                         |  |
| Max                |                       |                       | Gil McKinney    |                  |                    |                     |                     |                           |                   |                         |  |
| Rose               |                       |                       | Jadie Hobson    |                  |                    |                     |                     |                           |                   |                         |  |
| Naoko Kawamata     |                       |                       | Emi Ikehata     |                  |                    |                     |                     |                           |                   |                         |  |
| Mr. Praski         |                       |                       | Michael McCoy   |                  |                    |                     |                     |                           |                   |                         |  |
| Daisuke            |                       |                       | Takatsuma Mukai |                  |                    |                     |                     |                           |                   |                         |  |
| Renee              |                       |                       | Laura Giosh     |                  |                    |                     |                     |                           |                   |                         |  |
| Brenda             |                       |                       | Mihaela Nankova |                  |                    |                     |                     |                           |                   |                         |  |

## Videogioco
Il 22 maggio 2009 è stato annunciato un videogioco legato alla saga di Ju-on. Pubblicato per il mercato europeo il 14 ottobre 2009, il videogioco è uscito per la console Wii con il titolo di Ju-on: Rancore.

## Serie televisiva
Nel 2020 viene pubblicata su Netflix una serie televisiva ispirata ai film, intitolata Ju-on: Origins.

## Interpreti e personaggi principali
- Chiaki Kuriyama: Mizuho Tamura
- Megumi Okina: Rika Nishina
- Takashi Matsuyama: Takeo Saeki
- Takako Fuji: Kayako Saeki
- Ryota Koyama: Toshio Saeki

### Altri interpreti
- Misaki Itō: Hitomi Tokunaga
- Misa Uehara: Izumi Toyama
- Yui Ichikawa: Chiharu
- Kanji Tsuda: Katsuya
- Noriko Sakai: Kyoko Haras
- Chiharu Niiyama: Tomoka Miura
- Kei Horie: Yamashita Noritaka
- Yui Ichikawa: Chiharu
- Shingo Katsurayama: Keisuke
- Emi Yamamoto: Megumi
- Akina Minami: Akane Kashiwagi
- Natsuki Kasa: Akane bambina
- Marika Fukunaga: Yuka Kanehara
- Chie Amemiya: Mayumi Yoshikawa
- Aimi Nakamura: Junko Isobe
- Akiko Hoshino: Haru
- Eiichi Ôkubo: Kentarô Isobe
- Hiroki Suzuki: Fumiya Hagimoto
- Ichirôta Miyakawa: Hajime Kashiwagi
- Nozomi Sasaki: Yui Shono
- Sho Aoyanagi: Naoto Miyakoshi
- Reina Triendl: Nanami
- Miho Kanazawa: Rina
- Haori Takahashi: Aoi
- Yuina Kuroshima: Yayoi
- Misaki Saisho: Kayako Saeki
- Kai Kobayashi: Toshio Saeki
- Yasuhito Hida: Takeo Saeki